# VfL Neustadt/Weinstraße
Der Verein für Leibesübungen 1907 Neustadt e. V., auch bekannt als VfL Neustadt/Weinstraße (kurz: VfL Neustadt) ist ein Fußballverein aus dem pfälzischen Neustadt an der Weinstraße, der Mitte der 1930er Jahre in der Bezirksklasse Pfalz (der zweithöchsten Klasse) spielte. In der unmittelbaren Nachkriegszeit, sowie eine Saison in den frühen 1980er Jahren, gehörte der Verein der höchsten bzw. der dritthöchsten Spielklasse, der Oberliga Südwest an.

## Stammbaum
Der VfL Neustadt entstand 1928 aus der Fusion der Neustadter Vereine FC Pfalz 1907, SV Olympia 1913 und Germania 1926. Nach der Zwangsauflösung nach dem Zweiten Weltkrieg wurde der VfL am 16. Februar 1946 neu gegründet.

## Sportliche Entwicklung
Überregionale Bedeutung bekam der VfL erst nach dem Zweiten Weltkrieg. Von 1947 bis 1952 spielten die Pfälzer in der Oberliga Südwest, wo sie vom Abstiegsjahr abgesehen immer im gesicherten Mittelfeld landeten. Beste Platzierung war der fünfte Rang in der Saison 1948/49. Ihren größten Erfolg feierten die Neustadter bereits im ersten Oberligajahr, als sie dem 1. FC Kaiserslautern mit 2:0 die einzige Saisonniederlage beibrachten. Ebenfalls spektakulär war das Heimspiel gegen TuS Neuendorf in der Saison 1949/50, das der VfL 10:1 gewann.
Dem Abstieg aus der Oberliga folgte bereits ein Jahr später der Abstieg in die Drittklassigkeit. Auch diese mussten die Neustadter 1966 nach unten verlassen.
1982 kam der VfL ein letztes Mal in die inzwischen drittklassige Oberliga zurück, wo er nur ein Jahr blieb. Nach dem Abstieg in die Verbandsliga folgte nach fünf Jahren der Abstieg in untere Spielklassen. Seitdem spielt der Verein in den unteren Amateurligen. Ab 2006 erfolgte ein zwischenzeitlicher Aufschwung: Zunächst der Aufstieg aus der neuntklassigen Kreisliga Neustadt, dann 2007 der weitere Aufstieg in die Bezirksliga. Nach drei Jahren folgte 2010 die Rückkehr in die Landesliga Ost. 2012 gelang der Aufstieg in die Verbandsliga Südwest, aus der man 2015 wieder absteigen musste.
Zur Saison 2024/25 spielt der Verein in der neuntklassigen A-Klasse der Kreisliga Rhein-Mittelhaardt.

## Bekannte Spieler
- Mario Basler
- Steffen Bohl
- Torsten Lieberknecht
- Kennedy Okpala
- Josef Pirrung †